# Phylidorea yamamotoi
Phylidorea yamamotoi là một loài ruồi trong họ Limoniidae. Chúng phân bố ở miền Cổ bắc.